# OpenGL Utility Library
OpenGL Utility Library (GLU) is een grafische bibliotheek die draait bovenop openGL. In de meeste installaties van openGL zit GLU standaard inbegrepen.
GLU functies zijn te herkennen het voorvoegsel glu, zo heb je bijvoorbeeld gluSphere om een bol te tekenen.